# Ptolemaios I. Sótér

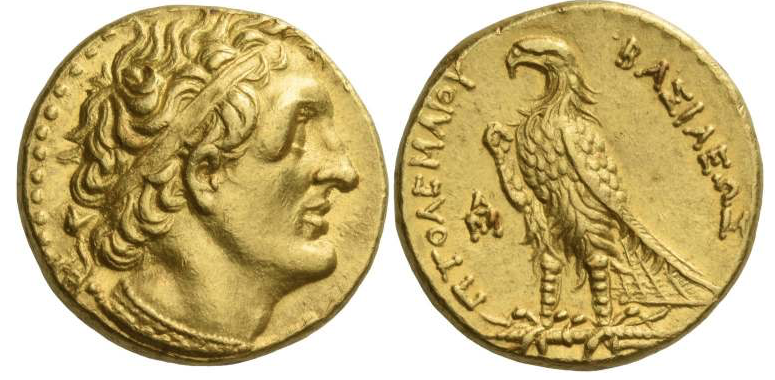
Ptolemaios I. Sótér, zlatá pentadrachma, ~315 př. n. l.

Ptolemaios I. Sótér (v překladu spasitel; 367–283 př. n. l.) byl makedonský generál Alexandra Velikého, který se stal správcem (satrapou) Egypta a zakladatelem ptolemaiovské (lágovské) dynastie, když v roce 305 př. n. l. přijal titul egyptského faraona. Byl synem Arsinoé, vzdálené sestřenice Filipa II. Makedonského, a jejího manžela, makedonského šlechtice Lága z Eordie. Patřil k nejbližším Alexandrovým druhům a po nástupu Alexandra na trůn byl ustaven jedním ze sedmi tělesných strážců (somatofylax), majících na starost královu ochranu. Byl jen o několik let starší než Alexandr, se kterým již od dětství udržoval důvěrné přátelství. Dokonce prý patřil do skupiny mladých makedonských šlechticů, jejichž učitelem byl Aristotelés. Na nátlak Filipa II. musel odejít do vyhnanství, odkud se vrátil teprve po Alexandrově nástupu na trůn (336 př. n. l.). Bojoval v bitvě u Chairóneie a zúčastnil se celého Alexandrova asijského tažení. V roce 330 př. n. l. se vyznamenal, když zajal Béssa, vraha perského velkokrále Dareia III. Důležitou roli sehrál také v pozdějších kampaních ve střední Asii a v Indii. Na svatební slavnosti v Súsách v roce 324 př. n. l. ho Alexandr oženil s perskou princeznou Artakamou (Apamé). Ptolemaiovou milenkou (a posléze snad i manželkou) byla Thaïs, slavná athénská hetéra, která byla Alexandrovou společnicí při taženích proti Persii a na východě. Později se oženil s Eurydikou, dcerou makedonského regenta Antipatra. Jejich synové Ptolemaios Keraunos a Meleager postupně vládli jako králové v Makedonii. Nakonec se oženil s dvorní dámou Bereníkou I., se kterou měl syna a následníka Ptolemaia II. Filadelfa.

## Alexandrovi dědici

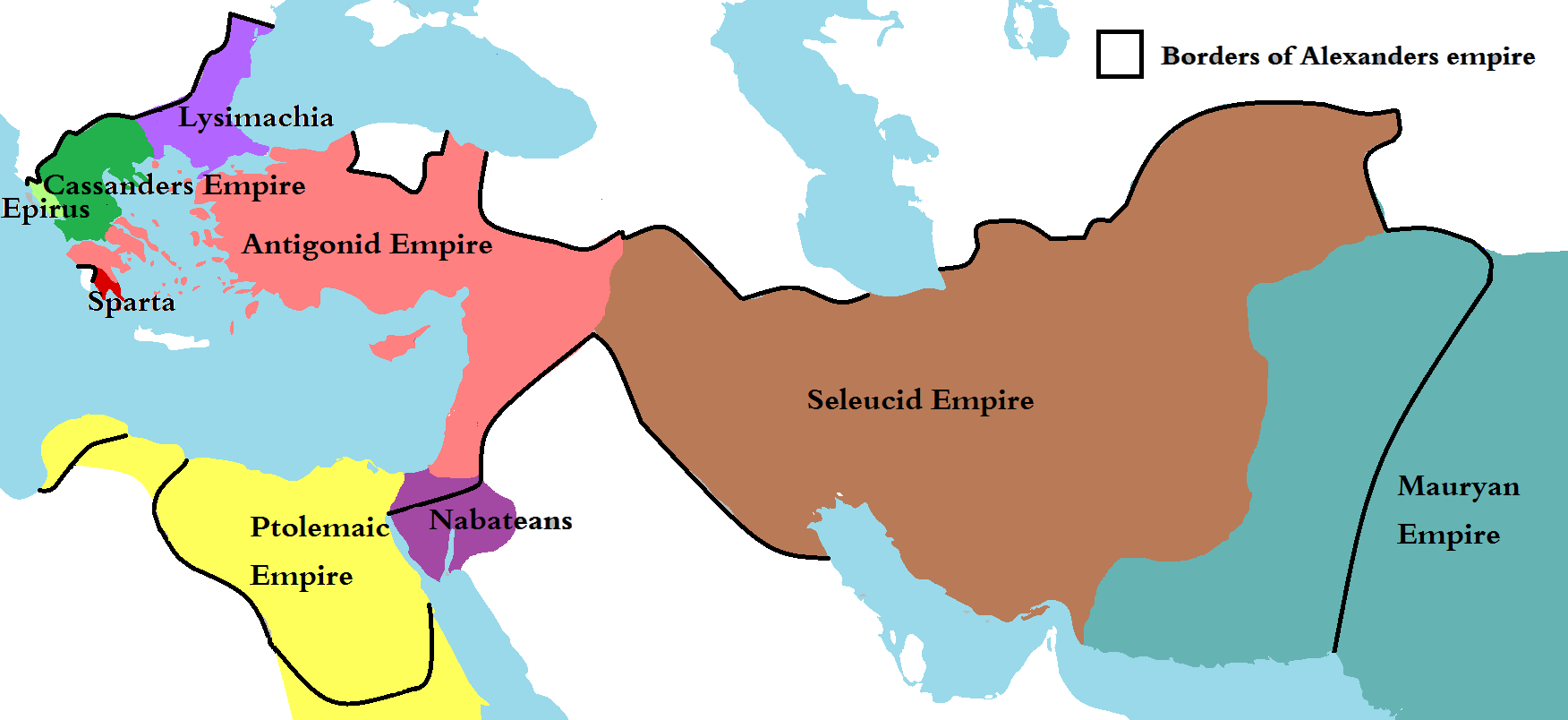
Helénistický svět po bitvě u Ipsu v roce 301 př. n. l. [https://www.worldhistory.org/uploads/images/14355.png?v=1649802188

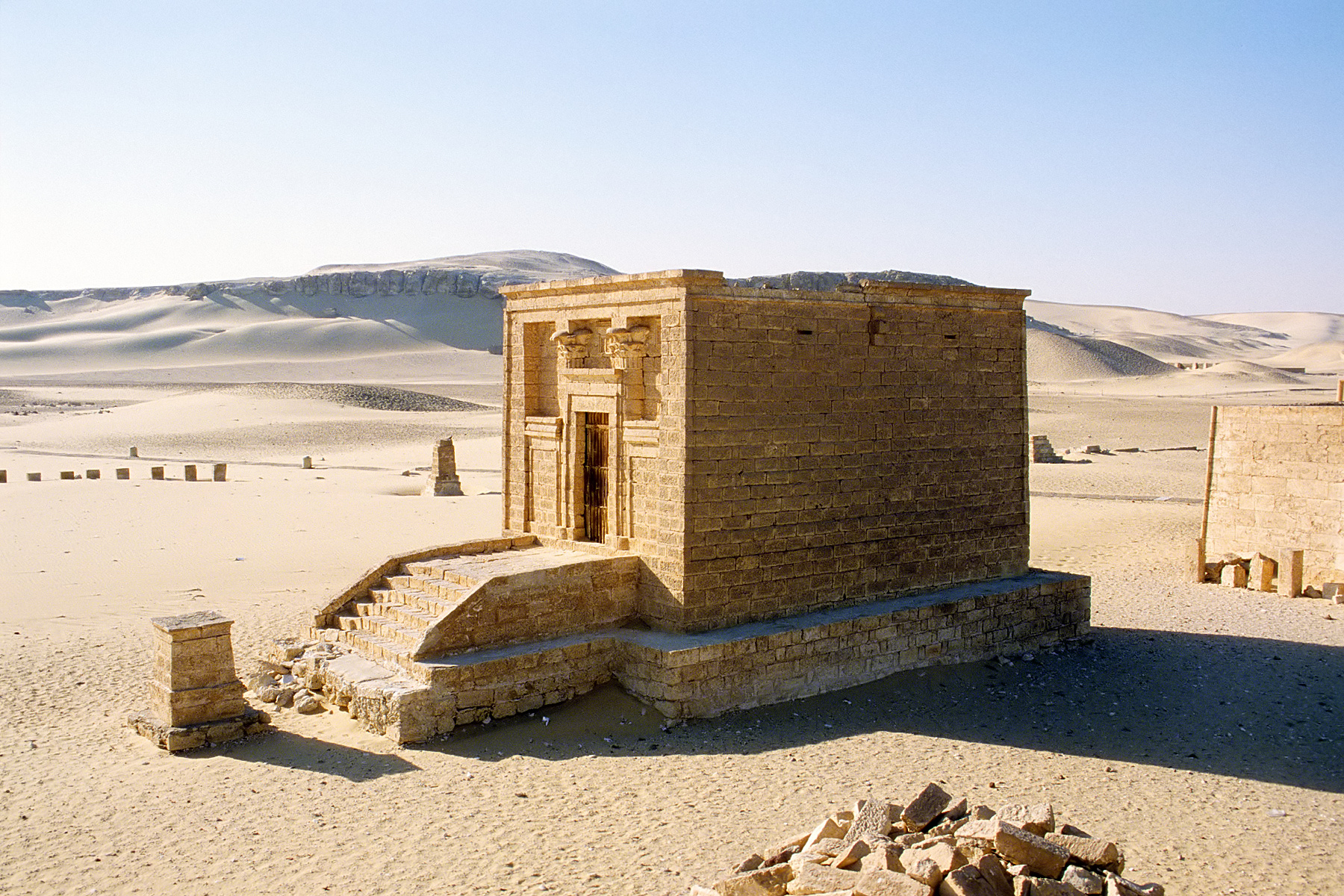
Kaple v Tuna el-Gebel

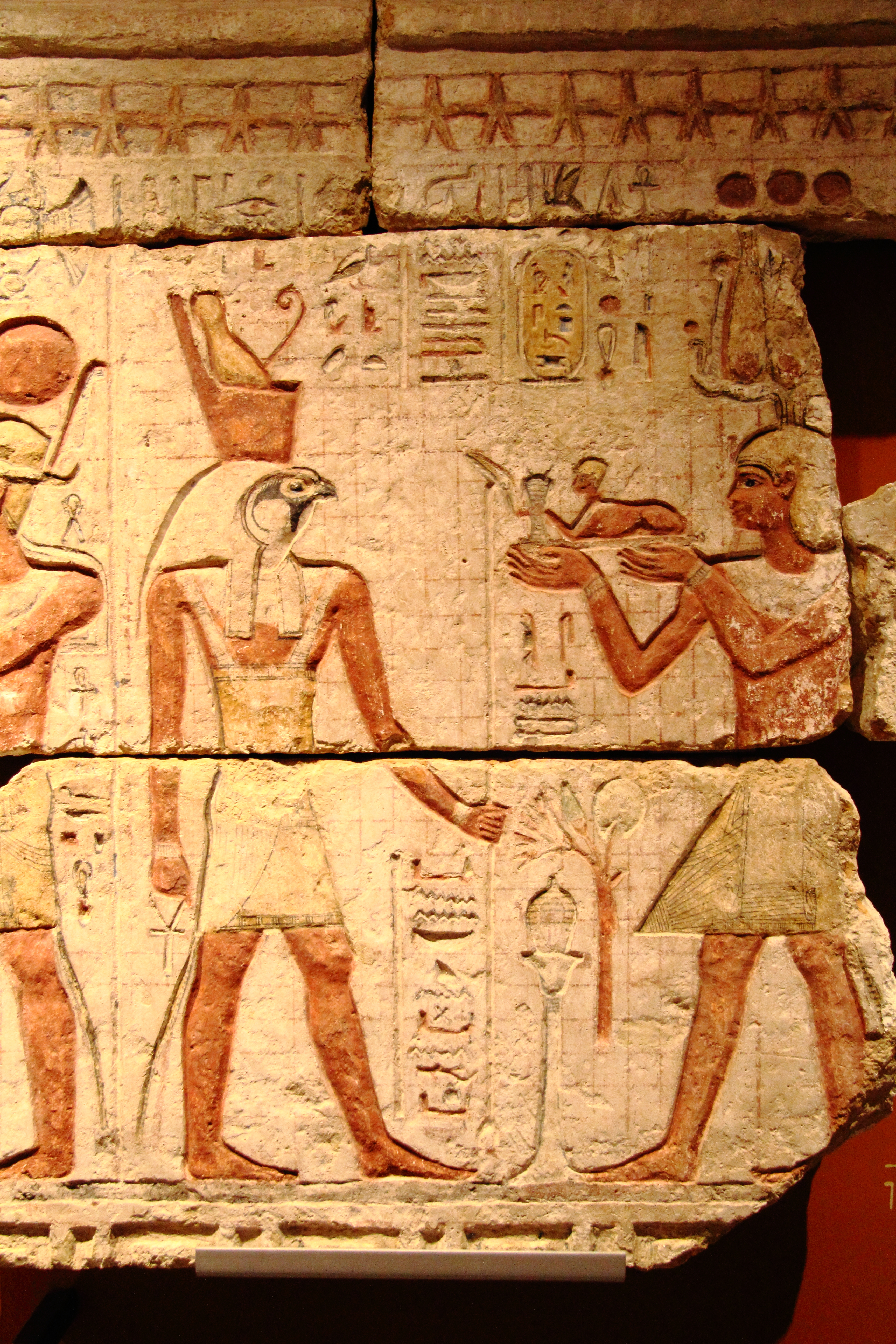
Ptolemaios I. Sótér přináší dary bohu Horovi

Poté, co Alexandr Veliký v roce 323 př. n. l. zemřel, došlo v Babylóně k rozdělení správy říše mezi jednotlivé diadochy. Ptolemaios byl vybrán za satrapu Egypta jako místodržitel krále Filipa III. Arrhidaia a Alexandrova později narozeného syna a nástupce Alexandra IV., Řek Kleomenés z Naukratidy, dosavadní správce Egypta dosazený Alexandrem, zůstal v Alexandrii jako Ptolemaiův zástupce. Rok nato si Ptolemaios v rozporu s ujednáním z Babylónu podrobil Kyrenaiku.
Podle makedonských zvyků potvrzovali králové svůj nárok na trůn pohřbením svého předchůdce. Pravděpodobně proto, aby zabránil tehdejšímu regentovi říše Perdikkovi stát se Alexandrovým nástupcem, zmocnil se Ptolemaios Alexandrových ostatků a dočasně je uložil v Mennoferu. Tím se ovšem otevřeně postavil proti Perdikkovi. Ten podezříval Ptolemaia, že sám usiluje o trůn a vyhodnotil ho jako svého nejzávažnějšího soupeře v boji o nástupnictví. Ptolemaios dal následně popravit Kleomena jako Perdikkova vyzvědače. Jeho odstraněním jednak posílil svoji autoritu v Egyptě a zároveň ukořistil obrovské množství zlata, jež Kleomenés nashromáždil v době, kdy Egypt spravoval.
V roce 321 př. n. l. vpadl Perdikkás do Egypta. Satrapa Sótér se rozhodl bránit na Nilu, a právě tam Perdikkovy snahy o pokoření Ptolemaia skončily fiaskem. Regent ztratil asi 2 000 vojáků, což pro nepříliš pevné Perdikkovo postavení znamenalo poslední ránu. Brzy poté byl zavražděn dvěma svými podřízenými, pravděpodobně se tak stalo z Ptolemaiova podnětu. Ptolemaios ihned nato překročil Nil, aby poskytl zásoby svým poraženým a hladovějícím nepřátelům. Následně byla Ptolemaiovi navržena možnost ujmout se regentství, ten však tuto nabídku odmítl. Dal tak přednost zabezpečení své mocenské základny v Egyptě, než aby podlehl pokušení riskovat vše pro nejisté Alexandrovo dědictví.

## Boj s Antigonovci
V dlouhotrvajících válkách, jež po smrti Alexandra Velikého (323 př. n. l.) vypukly mezi jednotlivými diadochy, bylo Ptolemaiovým hlavním cílem udržet si vládu nad Egyptem, jíž si chtěl posílit získáním kontroly nad okolními zeměmi: Kyrenaikou, Kyprem, Judeou a Sýrií. V roce 318 př. n. l. poprvé obsadil Sýrii a ve stejné době se zmocnil také ostrova Kypru. Když Antigonos I. Jednooký, který se po vítězství nad Eumenem stal v roce 316 př. n. l. pánem Asie, projevil své nebezpečné ambice. Krátce po vypuknutí války se stáhl ze Sýrie. Současně Sótér sváděl boje s Antigonovými generály na Kypru a teprve v roce 313 př. n. l. ostrov opět dobyl. Ve stejném roce také potlačil vzpouru v Kyrenaice.
V roce 312 př. n. l. Ptolemaios I. Sótér sjednal spojenectví se Seleukem, někdejším satrapou Babylonie, vypuzeným Antigonem. Společně pak vpadli do Sýrie, kde v bitvě u Gazy porazili Antigonova syna Démétria Poliorkéta („obléhatele měst“). Ptolemaios znovu okupoval Sýrii, kterou však již po několika měsících opět přepustil Antigonovi, když nejprve Démétrios částečně odčinil svůj předchozí nezdar, načež vstoupil do Sýrie Antigonos v čele své vojenské moci. O rok později se obě válčící strany dohodly na míru.
Mír s Antigonem nevydržel příliš dlouho a v roce 309 př. n. l. Ptolemaios osobně velel flotile, která Antigonovi odňala Lýkii a Kárii – pobřežní oblasti na jihu Malé Asie. Ptolemaios se pak vylodil v Řecku, kde svými posádkami obsadil města Korint, Sikyón a Megaru. V roce 306 př. n. l. napadla Kypr veliká flotila velením Démétria, který přemohl a zajal Ptolemaiova bratra Menelaa v rozhodné bitvě u Salamíny. Ptolemaios tím ztratil celou svoji flotilu a navíc kontrolu nad Kyprem.
Antigonos I. se v tomto okamžiku cítil dostatečně silný a v roce 305 př. n. l. přijal královský titul. Ptolemaios stejně jako Kassandros, Lýsimachos a Seleukos záhy v letech 306/305 př. n. l. – se rovněž obdařili královskými tituly. Po zničení Ptolemaiova loďstva na Kypru se Antigonos pokusil vpadnout do Egypta. Ptolemaiovo postavení zde však bylo o poznání stabilnější a dokázal proto útočníka zdárně odrazit. Antigonos musel z Egypta neslavně ustoupit, avšak i přes toto vítězství se Ptolemaios neodvažoval vést proti němu další námořní výpravy. Pouze v době, kdy Démétrios obléhal Rhodos (v letech 305 až 304 př. n. l.) poslal ostrovu značnou pomoc. Jakmile Démétrios upustil od dalšího marného dobývání města, zřídili vděční Rhoďané svátek na oslavu a k uctění Ptolemaia jako svého zachránce (Sótéra). Ptolemaios se pak (303–302 př. n. l.) přidal na stranu antiantigonovské koalice. Tu uzavřeli makedonský král Kassandros, Lýsimachos, Ptolemaios Sótér a Seleukos spolu proti Antigonovi.
Upevnit vztahy mezi vládnoucími rody, převážně v rozmezí let ~300–298 př. n. l., se také realizovaly sňatkovou politikou. Ptolemaios Sótér provdal dceru Arsinoé za Lýsimacha, makedonský král Kassandros oženil syna Alexandra s další dcerou Sótéra Lysandrou, Démétrios si vzal za ženu třetí dceru Sótéra Ptolemais-Antigonii a další podobné sňatky. Rozhodující historickou událostí byla bitva u Ipsu v 301 př. n. l., kdy byl Antigonos I. Jednooký poražen a v témže roce ve věku ~ 80 let zemřel. V oblasti vládců koalice, po zhruba 20 letech mnoha rozbrojů, zavládl mír a trvalé upevnění řeckého vlivu na další vývoj v regionu.
Mezi moderními historiky je přijímána teze, že titulem Sótér byl Ptolemaios obdařen právě obyvateli Rhodu na důkaz jejich vděčnosti za jeho pomoc v době obklíčení města. Avšak ze starověkých historiků podává o tomto zprávu pouze Pausaniás a to ještě s určitými nepřesnostmi, neboť zprávy o rhodském kultu krále Ptolemaia jsou zmiňovány až v 1. století př. n. l. Navíc i Diodóros Sicilský, který byl Ptolemaiovi vcelku nakloněn, se ve svém díle nezmiňuje ani o slavnostech, ani o titulu. První údaj týkající se titulu Sótér pochází teprve z roku 256 př. n. l. z doby vlády Ptolemaia II., který si dal na své mince razit titul „Král Ptolemaios, syn Ptolemaia Sótéra“. Starší mince nesly naproti tomu pouze označení znějící „Král Ptolemaios, syn Ptolemaia“. Spekuluje se tedy o tom, že užití titulu Sótér bylo ve skutečnosti propagandistickým činem po sérii porážek, jež Ptolemaios II. v těchto letech utrpěl.
| Král                        | ovládané území                                                    | doba vlády | poznámky                                                        |
| --------------------------- | ----------------------------------------------------------------- | ---------- | --------------------------------------------------------------- |
| Lýsimachos 360–281          | Thrákie, balkánský poloostrov s dosahem až do Malé Asie           | 306–282    | Manželka Arsinoé II. dcera Sotéra I.                            |
| Kassandros 350–297          | Makedonie a Řecko                                                 | 305–297    | Kassandros oženil syna Alexandra s dcerou Sótéra I. Lysandrou   |
| Ptolemaios I. Sótér 367–282 | Egypt, Palestina, Kypr                                            | 305–282    | Manželky – Eurydika Egyptská, Bereníké I.                       |
| Seleukos I. Níkátór 358–281 | východní asijské území, Mezopotamie, Levanta, Persie a část Indie | 306–281    | Zakladatel Seleukovské říše, která přetrvala až do 63 př. n. l. |

## Sótér faraonem

Pe (sokol) a Nekhen (šakal) jsou duchové spojovaní s Dolním Egyptem

Makedonský král Filip III. v zájmu říše určil Ptolemaia Lágovce Sótéra satrapou Egypta (323 př. n. l.) a následník Alexandr IV. jej ~311 př. n. l. ho ve funkci satrapy potvrdil. Sótérovi tehdy bylo ~44 roků. Po násilné smrti mladistvého Alexandra IV., (310 př. n. l.) Sótér upevnil své postavení suverénního vládce Egypta a v roce 305 př. n. l. se prohlásil faraonem. K této události vydal dekret o své vládě a text dekretu nechal 311 př. n. l. vytesat na stéle 
„Dekret Ptolemaia Lágovce, satrapy“. V textu na řádcích 62–78 prohlašuje:
| „           | Nechť je v královském sídle zapsáno veřejné písemné nařízení v tomto smyslu: Já Ptolemaios, satrapa ze země Bútó, vracím Horovi, mstiteli jeho otce, pána Bau z Pe a Nechenu paní z Pe a Tepu, území Patanut, od tohoto dne navždy, se všemi jeho vesnicemi, všechna jeho města, všechny jeho obyvatele, všechna jeho pole, všechny jeho vody, všechen jeho dobytek, všechno jeho ptactvo, všechna jeho stáda a všechno, co se v něm urodilo, jak tomu bylo dříve, spolu s tím, co bylo od té doby přidáno, dar, který dal král, pán obou zemí, Chabbaš, věčně žijící. Jeho jižní hranicí nechť je území města Bútó a severní Hermopolis až k místu zvanému Naunebu. Nechť jsou jeho severní hranicí duny na břehu Velkého moře. Nechť jsou jeho západní hranicí zákruty splavné řeky až k dunám. Nechť je jeho východní hranicí jméno Sebennytus. Jeho telata budou (zásobou) pro velké jestřáby, jeho býci pro tvář bohyně Nechbet, jeho voli pro živé jestřáby, jeho mléko pro vznešené Horovo dítě, jeho drůbež pro Něho v Sha-t, jehož život je v sobě. Všechny věci vyprodukované na jeho půdě budou navždy pro oltář samotného Hora, pána Pe a Buta, hlavy Ra-Harmachise. | “ |
| — R.M.Drach | |   |

## Sociální a politické vztahy Řeků a Egypťanů
Po převzetí moci nad Egyptem bylo prvořadou úlohou panovníka získat legitimitu uznaného nástupce Alexandra Velikého, sjednotit Horní a Dolní Egypt a přihlásit se k tradicím založených na představě univerzálního řádu světa, pro Egypťany representovaného bohyní Maat. Podle egyptského teologickému protokolu musel Ptolemaios hlásat lidskému a božskému světu své činy. A i když mocný jednotlivec jako Ptolemaios I. nechal něco vytesaného na stéle, lidé tomu věnovali pouze pozornost. Ale jakmile byla myšlenka umístěna do prostoru veřejného vědomí, stala se „veřejnou“ a začala působit svou tajemnou náboženskou magií. Když tedy Ptolemaios zveřejnil egyptskému a řeckému lidu, že je dobrý a pravdivý král „jako Alexandr“, pojmy jako „dobrý“, „pravdivý“, podložené hmatatelnými souvislostmi, pomohly vytvářet ono povědomí loajality, podřízenosti a vševědoucnosti, na které charismatická královská vláda spoléhala. Ptolemaios I. se přihlásil k tomu, že je Egypťan. Ostatně další vláda a provedené hospodářské reformy vedly ke všeobecnému bohatství země i lidu.
Skutečnost, že dynastie Ptolemaiovců byla, přinejmenším zpočátku, mnohem stabilnější než poslední egyptská dynastie, vyplývala z mocenského vztahu mezi králem a kněžskými chrámy, který byl kontrolován královskou pokladnou, a kněží chrámů byli v podřízených pozicích. Král mohl zasahovat i do mocenské personální struktury chrámů, a tím si zabezpečil jejich loajalitu vůči královskému rodu.

## Ekonomické reformy
Ptolemaiovská ekonomika sestávala ze dvou starověkých ekonomických systémů, spojených byrokratickou hierarchií, ale také zvýšenou tržní aktivitou, která byla stimulována ražením mincí a formování státem kontrolované fiskální politiky. Hlavní zdroje příjmů byly založeny na pěstování obilí a výnosů z oběhu peněz, z vlastních obchodů a také daňových výnosů z pohybu zboží. Dalším prvkem ekonomického rozvoje byla schopnost transportu v oblasti Středozemního moře, kde dominantní roli sehrával přístav v Alexandrii.
Ptolemaiovci přímo vlastnili téměř polovinu egyptské zemědělské půdy a egyptský export obilí, plátna a dalšího zboží pomáhal financovat expanzi říše. Odhaduje se, že počet populace byl asi 3 miliony, a každý, kdo vyráběl látky, papyrus či pivo, musel také naplňovat přísné vládní kontroly a platit daně z jejich prodeje. Jednou z výhod všech těchto procesů bylo, že vláda mohla platit za zlepšení systému a posilování ekonomiky. To zahrnovalo projekty zavlažování, které rozšířily zemědělskou půdu. Prakticky byl Egypt rozdělen do správních provincií zvaných nomy. Na úrovni nomů jednali úředníci s obecními a vesnickými úřady, aby řešili ekonomické otázky, jako je správa půdy, zdanění a oběh měny. Makedonci a Řekové, kteří vlastnili půdu a obchodovali s jejími výnosy, sami zde nepracovali, farmáři-nájemci byli převážně místní Egypťané.
Vyvíjející se fiskální politika byly založena na provedení reforem v oběhu peněžních jednotek – mincí – ražených z drahých kovů (zlato, stříbro, měď) již v 5.–4. století př. n. l. (kupříkladu za faraona Nachthareheba z 30. dynastie). V době Alexandrova ovládnutí Egypta byla egyptská ekonomika v rané fázi monetizace. Hlavní mincí byla athénská stříbrná tetradrachma, nazývaná „sova“, která v 5. a 4. století př. n. l. sloužila jako mezinárodní platidlo v Egyptě a Levantě. „Sovy“ obíhající v Egyptě zahrnovaly jednak mince z athénské mincovny, ale také jejich napodobeniny ražené lokálně, v nilské deltě i kolem Mennoferu, ale také ve vzdálenějších oblastech, jako jsou ostrov Elefantina a oáza Chárga. Ptolemaios I. poté, co upevnil svoji pozici satrapy, kolem roku 310–311 př. n. l., realizoval transformaci Egypta do uzavřené měnové zóny, která vyvolala potřebu směny cizích měn na všech vstupních místech do Egypta. To poskytlo nový zdroj příjmů státu. Zdroje zlata a mědi byly relativně bohaté, ale stříbro, standard helénistických měn, bylo v Egyptě vždy vzácné a muselo se dovážet. Aby se vypořádal s omezenou zásobou stříbra, Ptolemaios I. do roku 305 př. n. l. zredukoval stříbrné a zlaté drachmy na 80 % jejich původní hmotnosti. Standard ptolemaiovské měny jako celku se pak často měnil, zejména když pozdější panovníci měnu znehodnotili snížením obsahu drahých kovů, aby mohli financovat své války, nebo se vyrovnat s ekonomickými těžkostmi. Kolem roku 299 př. n. l. Ptolemaios I. Sótér nahradil starší Alexandrův zlatý statér s vlastní podobiznou na averzu mincí, jejichž hmotnost se upravila na standardních 14,25 g.
To nejen odlišuje Egypt od ostatních zemí (teritorií), ale také, což je možná důležitější, umožnilo Ptolemaiovi I. rozšířit jeho měnové zásoby, aby udržely krok s růstem vojenských a soudních výdajů. Aspektem těchto pozdějších reforem bylo vytvoření fiskálních institucí, které zvýšily státní příjmy, a především uzavřená měnová zóna s povinnou směnou jiných mincí na hranicích. Později (~294 př. n. l.) byla účtována provize z výměny zlata za stříbro v rámci Ptolemaiova vlastního měnového systému. Historie Ptolemaiových měnových reforem ho ukazuje jako neobyčejně energického a schopného vládce, v důsledku čehož spolu s vojenskými úspěchy byl uznán legitimním egyptským faraonem.

## Závěr panování
Po obnovení koalice proti Antigonovi v roce 302 př. n. l. se k ní připojil také Ptolemaios, který potřetí vpadl do Sýrie, zatímco byl Antigonos vázán tažením proti Lýsimachovi v Malé Asii. Když se ale Ptolemaiovi donesla informace o tom, že zde Antigonos přesvědčivě zvítězil, ihned se z této země stáhl. Nicméně další zpráva referující o Antigonově porážce a jeho zabití v boji proti Lýsimachovi a Seleukovi v bitvě u Ipsu jej přiměla ke čtvrtému obsazení Sýrie. Ostatní členové aliance však přidělili celou Sýrii Seleukovi, neboť podezřívali Ptolemaia z věrolomnosti. Tímto rozhodnutím bylo zaseto sémě sváru o vládu nad touto zemí, v jehož důsledku docházelo k opakovaným válečným střetům narušujícím vztahy mezi Seleukovci a Ptolemaiovci po celé další století. Od této doby se Ptolemaios držel stranou veškerých konfliktů a jen zpovzdálí rozněcoval vzájemné soupeření ostatních diadochů. Ztratil přitom svůj zbývající vliv v Řecku, nicméně v letech 295 až 294 př. n. l. opět dobyl Kypr. Po zdolání řady povstání byla konečně podrobena někdy kolem roku 300 př. n. l. také Kyrenaika. Zdejším místodržitelem jmenoval Ptolemaios svého nevlastního syna Maga.
V roce 285 př. n. l. Ptolemaios abdikoval ve prospěch jednoho ze svých synů ze svazku s Bereníké – Ptolemaia II. Filadelfa – který byl již po tři roky jeho spoluvládcem. Jeho nejstarší legitimní syn Ptolemaios Keraunos, jehož matka Eurydika, Antipatrova dcera, byla Ptolemaiem zapuzena, uprchla na dvůr krále Lýsimacha. Ptolemaiova pověst dobrosrdečného a moudrého vládce přilákala do jeho služeb mnoho schopných Makedonců a Řeků, kteří vytvořili vládnoucí vrstvu ptolemaiovského státu. Nelze přitom přehlížet skutečnost, že si usiloval naklonit i domorodé obyvatelstvo Egypta. Taktéž byl patronem literatury, jenž položil základy velké alexandrijské knihovny. Osobně napsal dějiny Alexandrova tažení, které se ale nedochovaly. Ptolemaios měl prý v tomto díle zveličovat vlastní význam. Přestože je toto dílo nyní ztraceno, představovalo hlavní zdroj pro pozdější, dochované dílo Arriána z Nikomédie.
Jeho následníkem se stal jeho syn Ptolemaios II.

## Epilog
Sótér a Alexandr Veliký byli od počátku expanze makedonského krále Filipa II. souputníci po celou dobu, kdy Alexandr porazil Perskou říši (333 př. n. l.) a dorazil k indické hranici. Alexandr obsadil Egypt v roce 331 př. n. l. Tento proces se uskutečnil v krátkém období Alexandrova života v letech od jeho nástupu na trůn až po jeho smrt (336–323 př. n. l.), vlastně během jedné generace. Obrovské dobyté území bylo osídleno rozličnými etniky, nestabilní politické a vojenské struktury potenciálně vedly k nestabilitě v celé oblasti. Proto po náhlé Alexandrově smrti (323 př. n. l.) se celý systém rozpadl, zavládl chaos a dostatečně vlivní lokální vládci a dědici usilovali o získání moci v dílčích oblastech. Výsledkem byly dlouhodobé vojenské střety trvající téměř 20 let, které devastovaly kulturu a hospodářství. Teprve po vzájemném vyčerpání zdrojů se vlády v dílčích oblastech stabilizovaly a bylo dosaženo (aspoň dočasně) mírového vývoje (305–302 př. n. l.). Byl to také důsledek toho, že hlavní soupeři při dělení moci v oblasti dosáhli vyššího věku a v období ~297–281 př. n. l. zemřeli. Jejich nástupci po jistém klidném období vzájemné soupeření a vojenské střety opět obnovili (~274 př. n. l. ). 
Sótér, který se prohlásil faraonem Egypta jako Ptolemaios I., prokázal, že respektuje egyptské tradice kultu Maat, kulturní zvyklosti, a prosadil prospěšné hospodářské reformy a dosáhl celkové prosperity, na tomto základě založil ptolemaiovskou dynastii. Je proto v historii považován za osvíceného suverénního vládce. 

## Galerie

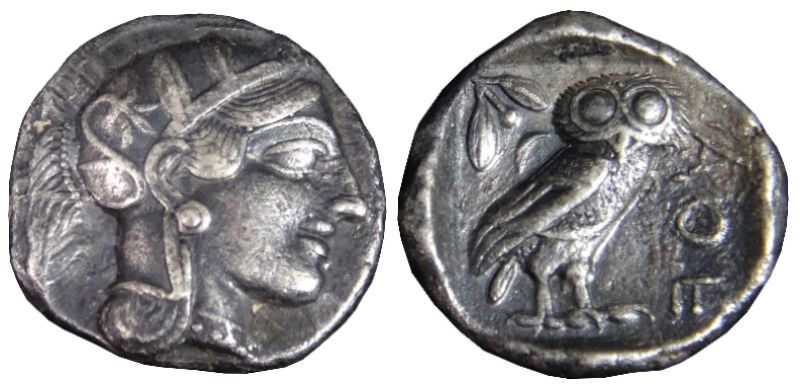
Athénská tetradrachma ~499 př. n. l. se symbolem „Sovy“ na reverzu mince
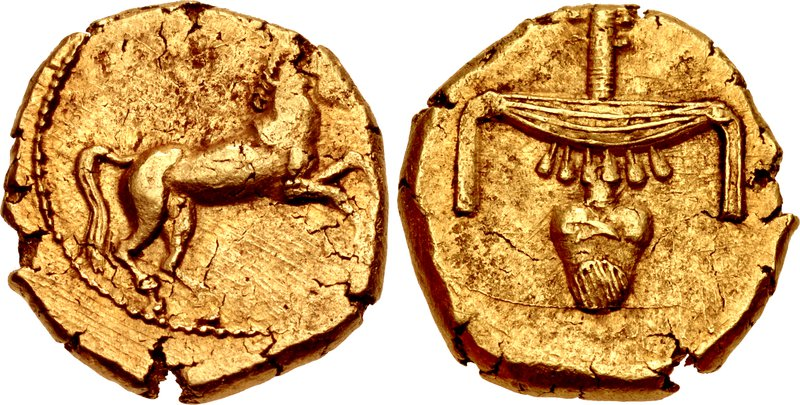
Zlatý statér faraona Nachthareheba, 30. dynastie; ~361 př. n. l., na reverzu hieroglyfický znak „pravé zlato“
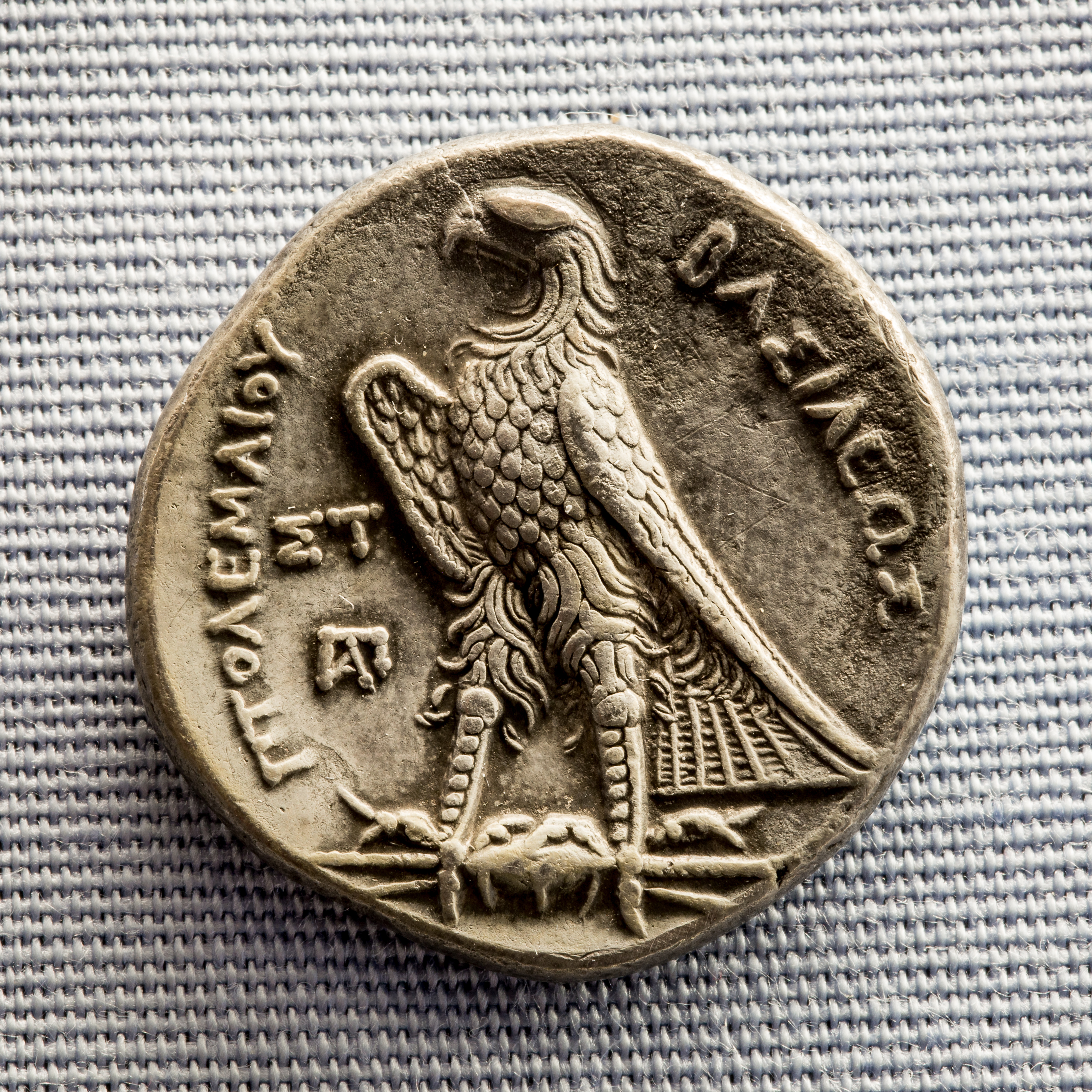
Stříbrná tetradrachma, Ptolemaios I. Sótér – revers. Orel stojící na blesku
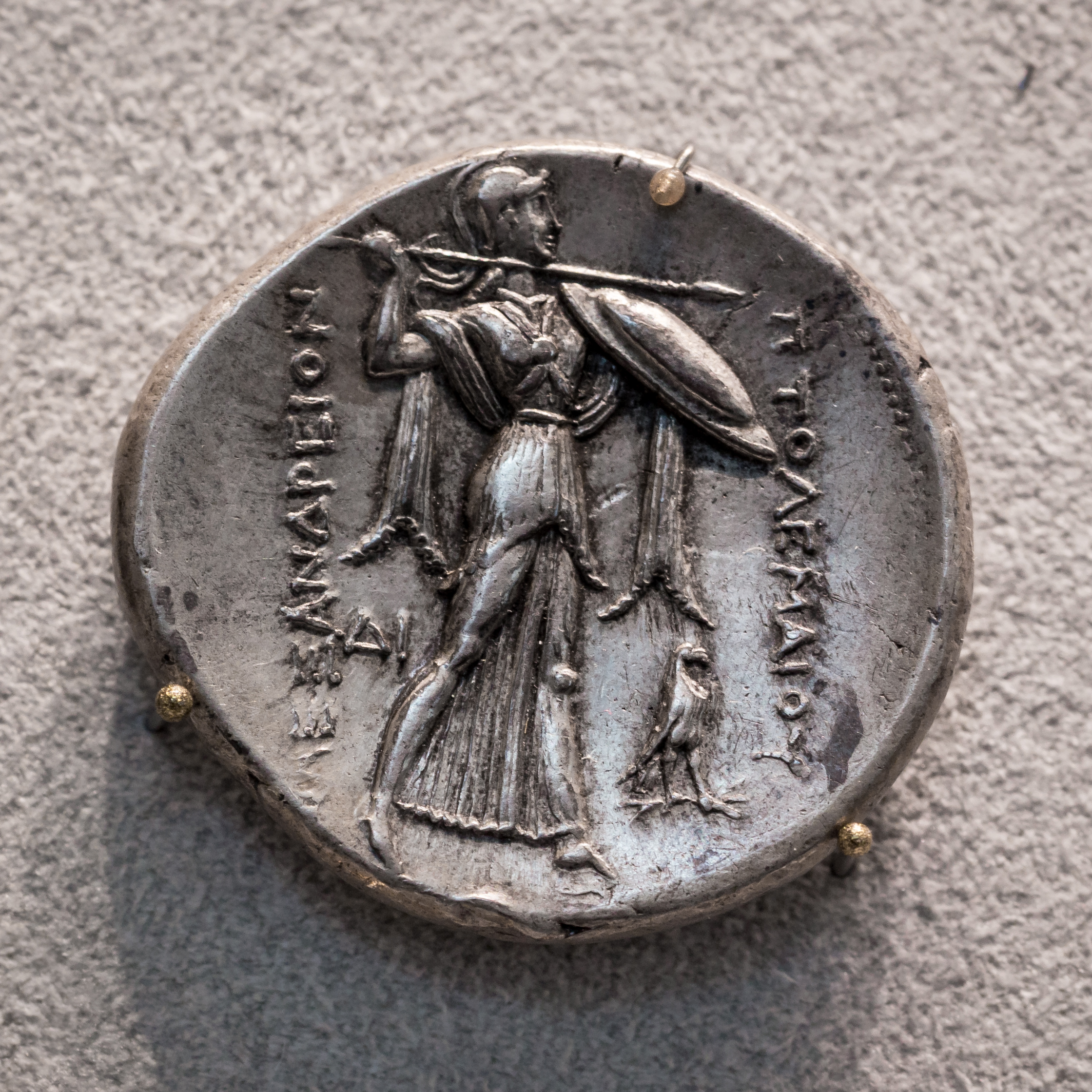
Alexandr Veliký s oštěpem, na dolním okraji symbol sovy
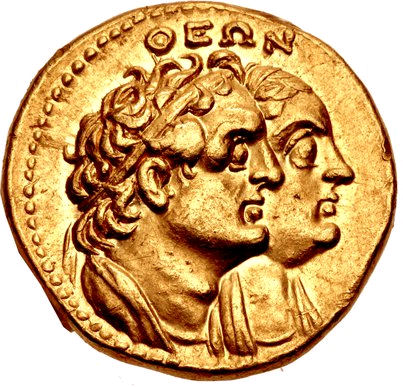
Zlatý statér Ptolemaios I. Sótér a Bereníké I.; ~285 př. n. l.
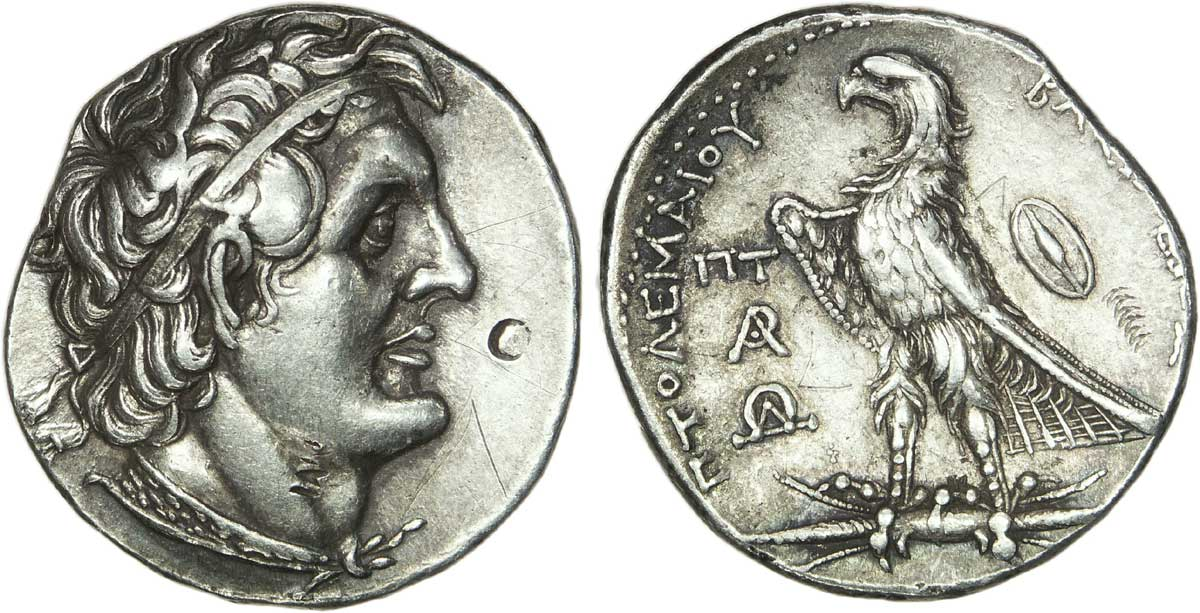
Tetradrachma s podobiznou Ptolemaia; ~258 př. n. l.